# Palazzo di Placidia

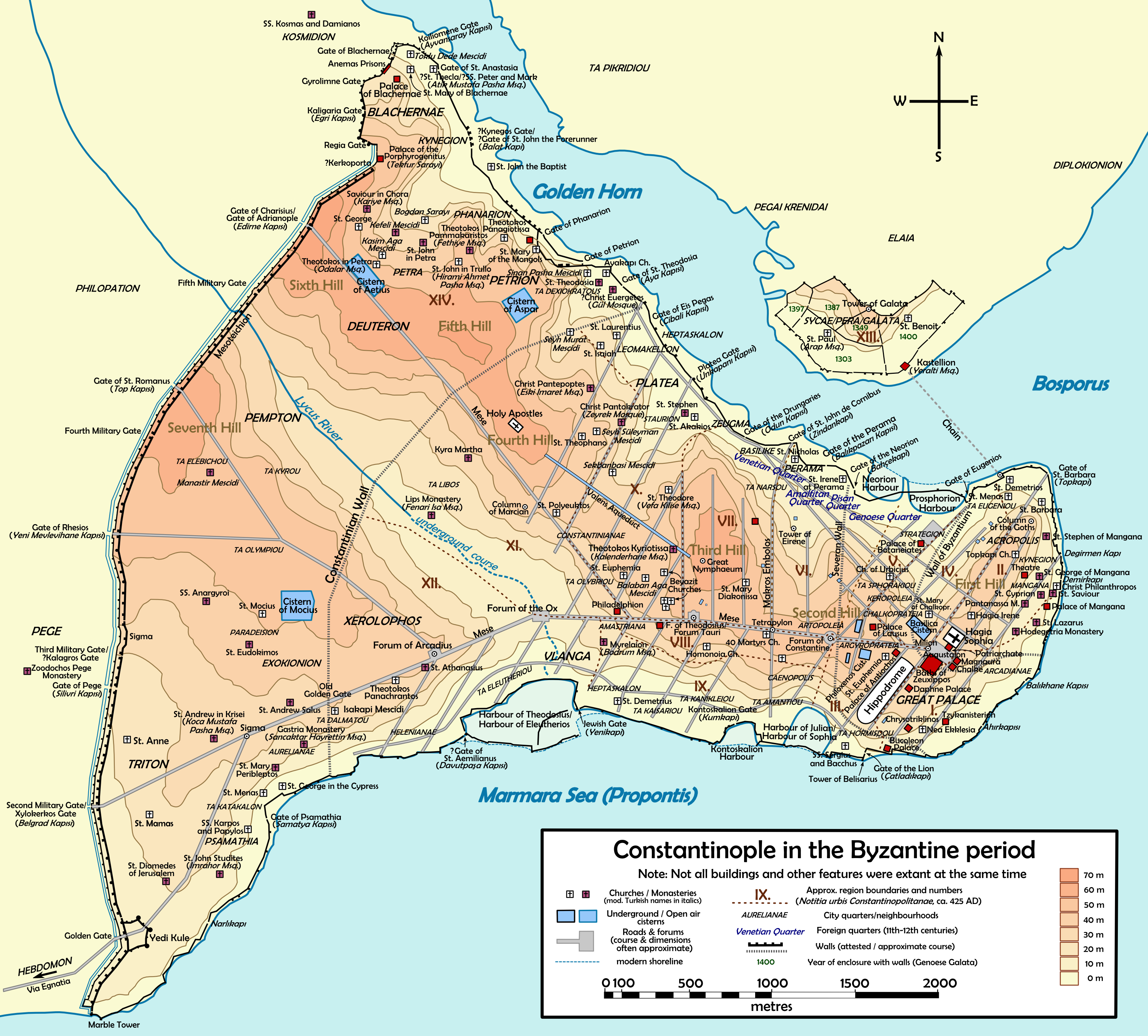
Mappa della Costantinopoli bizantina

Il palazzo di Placidia fu la residenza ufficiale dell'apocrisiario papale, ambasciatore del papa presso il patriarca di Costantinopoli, e, saltuariamente, la dimora del papa stesso quando risiedeva a Costantinopoli. L'apocrisiario deteneva "una notevole influenza come intermediario per comunicazioni sia pubbliche che segrete" tra il papa e l'imperatore bizantino.
La sistemazione dell'apocrisiario nel Palazzo di Placidia risale alla fine dello scisma acaciano nel 519. L'ambasciatore era solitamente un diacono di Roma e ricopriva una posizione ufficiale presso la corte imperiale bizantina. Anacronisticamente, l'edificio può essere definito la prima nunziatura.

## Costruzione e collocazione
Il palazzo fu costruito da Galla Placidia, vicino al quartiere ta Armatiou nel decimo distretto della città, tra la Porta di Platea e il monastero del Pantocratore.
Il palazzo di Galla Placidia era una delle numerose residenze aristocratiche (oikoi) costruite nella zona nord-ovest della città tra la fine del IV e l'inizio del V secolo. Il decimo distretto comprendeva i palazzi costruiti dall'Augusta Elia Eudocia e dalla nobilissima Arcadia (sorella di Teodosio II), mentre il vicino undicesimo distretto comprendeva la casa dell'Augusta Pulcheria e il Palazzo di Flaccilla (palatium Flaccillianum). Queste dimore fungevano da contraltare al più antico centro aristocratico, formatosi attorno al Gran Palazzo nell'area orientale della città; tuttavia, sembra che la maggior parte di queste magioni nei distretti nord-occidentali venisse utilizzata solo come residenze stagionali.
Il decimo distretto comprendeva anche un totale di 636 domus insulae. Altri punti di riferimento del distretto includevano le Terme di Costanzo e il Ninfeo.

## Uso da parte dei papi

### Vigilio
Il palazzo fu residenza di papa Vigilio, primo papa del papato bizantino, nel 547 durante una visita ufficiale a Costantinopoli. Nel 550, Vigilio decise che il palazzo di Placidia non era abbastanza sicuro per le proprie esigenze e si trasferì nella basilica di San Pietro di Ormisda. Dalla basilica, Vigilio redasse un documento di scomunica del patriarca Mena e dei suoi seguaci, firmato da un'altra dozzina di vescovi occidentali. Dopo la sua pubblicazione, Comitas Dupondiaristes, il pretore della plebe, fu inviato alla basilica per arrestare Vigilio e i vescovi africani al suo seguito. Secondo un resoconto, Vigilio si aggrappò all'altare e, mentre le guardie tentavano di trascinarlo via, questo si rovesciò, quasi schiacciandolo. Il pretore si ritirò, lasciandsi dietro diversi vescovi feriti. Il giorno successivo, un gruppo di dignitari bizantini convinse Vigilio che non gli sarebbe più stato fatto alcun male se fosse tornato al palazzo di Placidia, cosa che fece. Lì, Vigilio fu sostanzialmente posto agli arresti domiciliari. La notte tra il 23 e il 24 dicembre 551, Vigilio fuggì attraverso il Bosforo verso la chiesa di Sant'Eufemia a Calcedonia. A febbraio gli altri vescovi furono arrestati, ma non Vigilio. Il 26 giugno il papa e l'imperatore si riconciliarono e Vigilio tornò alla residenza placidiana.
Sebbene si trovasse nelle "immediate vicinanze" durante il Secondo Concilio di Costantinopoli (553), Vigilio non volle partecipare o inviare un rappresentante. Dichiarandosi malato, rifiutò persino di incontrare i tre patriarchi orientali che dal concilio si recarono al palazzo di Placidia. Il giorno successivo, Vigilio trasmise al concilio una richiesta di proroga di 20 giorni (una richiesta che probabilmente risultò "strana" ai membri concilio, dato che la questione era stata discussa per 7 anni, durante i quali lo stesso Vigilio aveva risieduto a Costantinopoli). La seconda delegazione dell'imperatore a Vigilio, composta di vescovi e funzionari laici, non ottenne comunque risultati. Da Costantinopoli, Vigilio pubblicò un Constitutum (un memoriale indirizzato all'imperatore) nel quale condannava il concilio.

### Gregorio
Il futuro papa Gregorio I risiedette nel palazzo di Placidia durante il suo apocrisiariato, dove fu in seguito raggiunto da un gruppo di monaci del suo ordine — a tal punto che la struttura divenne "praticamente un altro Sant'Andrea". Durante il mandato di Gregorio, il palazzo fu sede di un processo condotto da Tiberio II contro un gruppo di presunti adoratori di Satana, tra cui Gregorio I, patriarca di Antiochia, ed Eulogio, futuro patriarca di Alessandria. Quando furono assolti, forse grazie a delle bustarelle, scoppiò una rivolta in città che coinvolse 100.000 persone. Il Palazzo di Placidia, così come il palazzo del patriarca Eutichio, furono attaccati dalla folla, costringendo l'imperatore stesso ad intervenire e ristabilire l'ordine.

### Anastasio
Una delle rimostranze del Concilio Lateranense del 649 contro il patriarca di Costantinopoli recitava: "Ha fatto ciò che nessun eretico ha osato fare finora, cioè ha distrutto l'altare della nostra santa sede nel palazzo di Placidia." L'anatema allude al "regno del terrore" a cui la chiesa romana era stata soggetta dal 638 al 656: il clero romano era stato esiliato, il tesoro saccheggiato e lo stesso apocrisiario rapito ed esiliato. L'altare fu distrutto nel 648 o 649. All'apocrisiario di papa Martino I, Anastasio, fu proibito, intorno alla metà del VII secolo, di celebrare messa nel palazzo. Questa sanzione fu imposta dal patriarca Paolo II in risposta ai dissidi sul monotelismo.

### Agatone
Il palazzo fu utilizzato dalla numerosa delegazione di papa Agatone al Terzo Concilio di Costantinopoli (680-681). L'imperatore fornì ai delegati una vasta gamma di amenità, tra cui una serie di cavalli sellati per portarli alla chiesa di Santa Maria delle Blacherne. Si tenne infatti una processione verso quella chiesa la prima domenica dopo il loro arrivo.

### Costantino
Papa Costantino soggiornò nel palazzo nel 711, durante quella che sarebbe stata l'ultima visita papale a Costantinopoli per 1250 anni.

## Termine dell'uso papale
I papi continuarono ad avere un apocrisiario permanente a Costantinopoli fino al tempo dell'editto del 726 che diede inizio all'iconoclastia bizantina. Successivamente, solo i papi Gregorio II, Gregorio III, Zaccaria e Stefano II inviarono apocrisiari non permanenti a Costantinopoli.
La carica cessò di avere qualsiasi ruolo religioso nell'VIII secolo, sebbene continuò ad esistere fino al X secolo. Intorno al 900, l'ufficio iniziò a essere indicato come un syncellus. Un inviato permanente potrebbe essere stato ristabilito dopo la riconciliazione dell'886. Un syncellus, a differenza di un apocrisiarius, era un rappresentante presso l'imperatore, non presso il patriarca. Questi ambasciatori continuarono ad esistere fino all'XI secolo, anche dopo il Grande Scisma.

### Ulteriori letture
- Emereau, A. Apocrisiarius et apocrisiariat. Échos d'Orient 17 (1914-1915): 289-97.